# San Martino d’Agri
San Martino d’Agri község (comune) Olaszország Basilicata régiójában, Potenza megyében.

## Fekvése
Egy, az Agri folyó völgye fölé magasodó domb tetején épült fel, a megye központi részén. Határai: Armento, Gallicchio, Montemurro, San Chirico Raparo és Spinoso.

## Története
A települést valószínűleg a szaracénok támadásai elől menekülő grumentói lakosok alapították a 9. században. A 11. században görög szerzetesek telepedtek le és alapították meg a Sant’Angelo-kolostort. Első említése 1235-ből származik Sanctus Martinus néven. A 19. század elején, amikor a Nápolyi Királyságban felszámolták a feudalizmust, önálló község lett.

## Népessége
A népesség számának alakulása:

## Főbb látnivalói
- San Lorenzo Martire-templom
- San Francesco-templom